# Лайзане, Инесе
Инесе Лайзане (латыш. Inese Laizāne; (15 августа 1971, Балви, Латвийская ССР — 4 сентября 2024, Даугавпилс) латвийская актриса
 театра и кино, театральный и общественный деятель, политик.

## Биография
Со школьных лет увлекалась театром, училась в театральной студии. В 1988—1992 годах обучалась в Латвийской консерватории на курсе театральных и киноактёров.
С 1990 года — актриса Даугавпилсского театра.
Исполнила ряд ролей на театральной сцене, снялась в кинофильмах «Maija un Paija» (1990) и «Дитя человеческое» (1991), телефильме «Emīls Dārziņš» и др.
Работала на телевидении, в Даугавпилсском музыкальном училище руководила театральной группой.
В 2001—2009 годах — директор Даугавпилсского театра.
Политик, член правления партии Национальное объединение «Всё для Латвии!» — «Отечеству и свободе/ДННЛ». Депутат 10, 11 и 12 Сеймов Латвии с 2010 года, занимала должность председателя комиссии по правам человека и общественным делам в парламенте. Работала Парламентским секретарём в Министерстве культуры Латвии. Член Латвийского профессионального объединения актёров.
С 2004 года преподавала в Даугавпилсском университете, с 2005 года — в Даугавпилсской торговой школе. В 2008 году получила степень бакалавра права в Даугавпилсском университете.
Жила в Даугавпилсе. Её муж — директор Даугавпилсского театра Харийс Петроцкис, в семье растет дочь.

## Смерть
Скончалась 4 сентября 2024 года в Даугавпилсе.